# 마츠다 료
마츠다 료(1991년 9월 13일 ~)는 일본의 배우이다.

## 인물
- 소림류 공수도 유단자로서 일본 대회에서 우승한 전적이 있다.
- 왼손잡이다.
- 고 2때 무대를 보고 배우가 되기로 결심했다고 한다.

## 출연작
- 가면라이더 가이무 - 죠노우치 히데야스
- 가면라이더X가면라이더 가이무&위저드 천하를 겨루는 전국 MOVIE 대합전 - 죠노우치 히데야스